# Rottweil
Rottweil je velké okresní město, sídelní město zemského okresu Rottweil, ve spolkové zemi Bádensko-Württembersko, nejstarší město v jihozápadním Německu. Žije zde přes 25 000 obyvatel. 

## Administrativní členění
Město sestává z vlastního historického centra a sedmi obcí připojených v letech 1939-1975, nyní čtvrtí. Jsou to Bühlingen, Hausen ob Rottweil, Feckenhausen, Göllsdorf, Neukirch, Zepfenhan a Neufra. 

## Historie

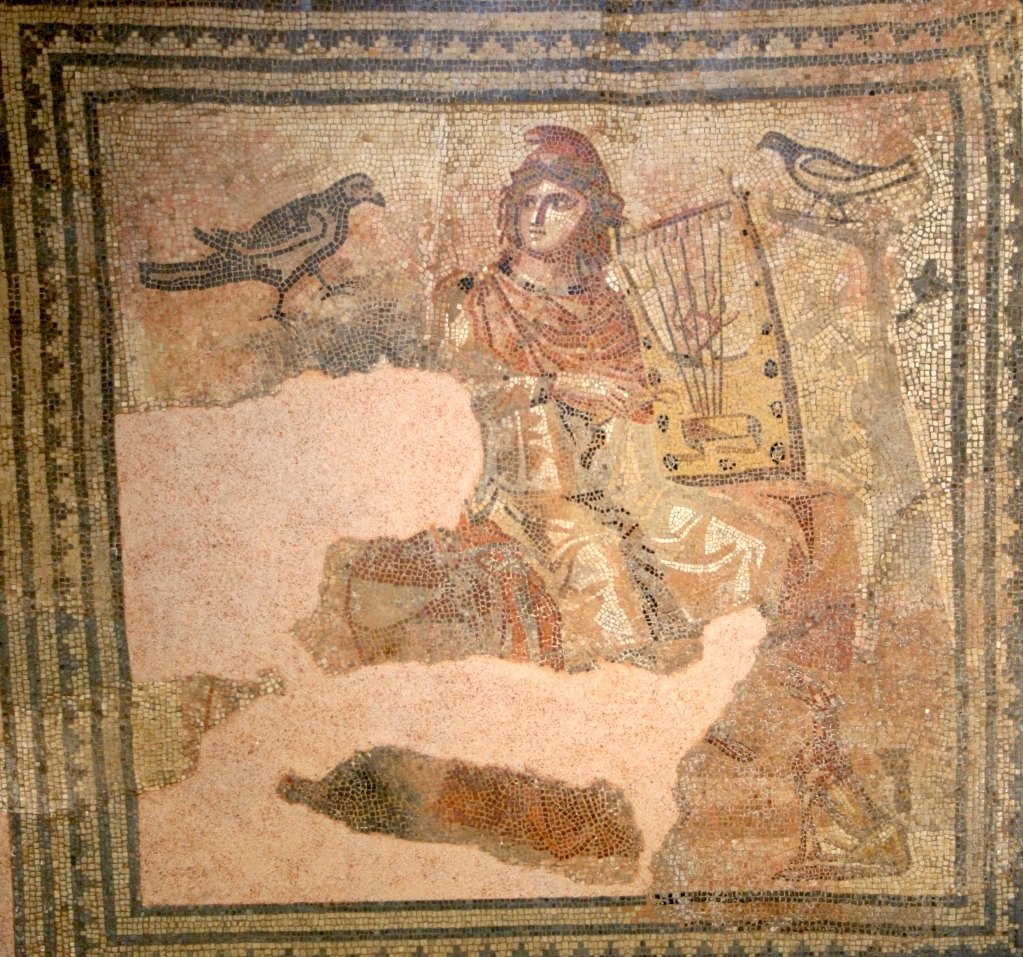
Orfeus hraje na harfu ptákům, římská mozaika z Arae Flaviae

Město s názvem Arae Flaviae založili Římané za vlády císaře Vespasiana v roce 72 našeho letopočtu, při budování silnice od Štrasburku k Dunaji podél řeky Kinzig (přítok Rýna). Římská civitas byla hlavním městem římské kolonie a v té době jedinou římskou obcí na území dnešního Bádenska-Württemberska. Vespasiánův syn, císař Domitianus ani jeho následovníci nepřikládali tomuto odlehlému regionu velký význam, proto se Arae Flaviae během následujících dvou století nerozvinuly.
V roce 280 Římané město opustili před nájezdy Alamanů, ztratilo latinský název, ale římská infrastruktura byla využita pro sídlo Alamanského vévodství. 
Jméno Rotuvila bylo poprvé zmíněno až v roce 771, kdy císař Karel Veliký toto město připojil ke Svaté říši římské. Přikládal městu velký význam, mělo funkci soudního dvora říše, která trvala až konce 16. století. V letech 1546–1661 se zde konalo 287 procesů s čarodějnicemi, při nichž bylo ke smrti upálením odsouzeno 266 osob. Ty byly formálně rehabilitovány v roce 2015.
Město bylo ve středověku přesunuto z antického okrsku a postaveno na skalnatém ostrohu s výhledem na řeku Neckar, středověká síť ulic s hrázděnými měšťanskými domy a několika kostely se z větší části dochovala. Název města byl upraven na Rotwil, později Rottweil, kde rot znamená červenou barvu pískovce římských budov, jejichž ruiny byly ve středověku stále viditelné. V roce 1463 městská rada podepsala smlouvu o vstupu do spolku švýcarské konfederace, měšťané se jako žoldnéři účastnili například bitvy u Murtenu proti vpádu burgundského vojska vévody Karla Smělého.
Třicetiletá válka omezila práva Rottweilu jako svobodného města, bylo začleněno do Württemberského království. V letech 1140–1802 byl Rottweil svobodným městem Svaté říše římské, od roku 1803 součástí Pruska. Roku 1868 byla do města přivedena železniční trať. Národní socialisté ovládli město v roce 1936, v letech 1938-1939 zlikvidovali židovské obyvatelstvo. Během osvobození  v roce 1945 město při bojích se Spojenci utrpělo jen nepatrné ztráty na civilní architektuře (asi 1 procento) a do roku 1947 bylo pod nucenou francouzskou správou.

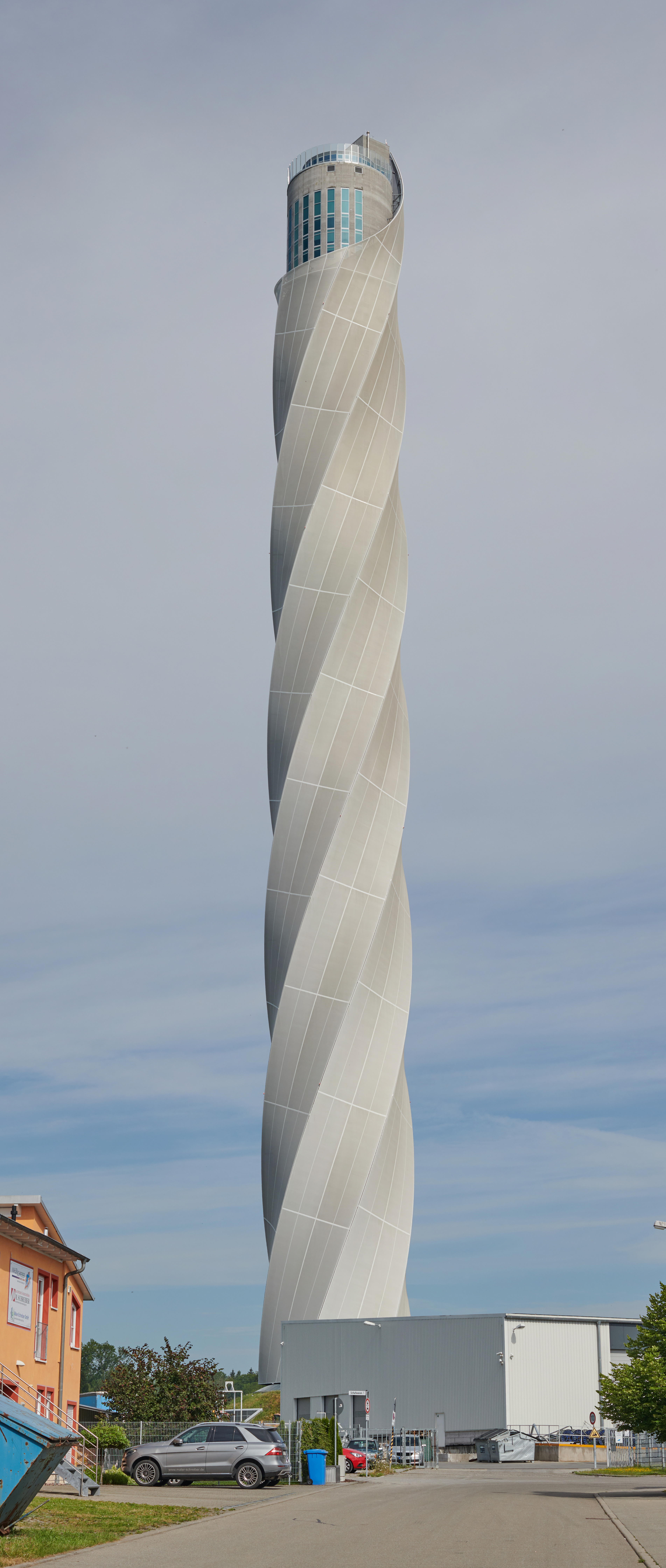
TK Elevator Testturm, věž výtahu

## Ekonomika
Založení továrny na střelný prach se datuje do 15. století. Rottweil i později profitoval ze zbrojního průmyslu. Proslavily ho černé lovecké náboje Waidmannsheil nebo lovecké náboje značky Rottweil, které však vyrábí od roku 1971 firma RUAG Amnotec ve Fürthu. 
V současnosti je nejvýznamnější firmou TK Elevator, součást koncernu ThyssenKrupp, vyráb̟ějící výtahy. Její věž TK Elevator Testturm s tordovaným ocelovým pláštěm o výšce 246 metrů z let 2014-2017 je údajně nejvyšším volně stojícím výtahem na světě a vyhledávanou turistickou atrakcí v průmyslové zóně Rottweilu. Jinak převládá drobný průmysl a cestovní ruch. Město patří k významným turistickým cílům západního Německa.

## Doprava
- Železniční: Rottweil je regionální železniční uzel tří tratí. nejstarší je  Plochingen–Immendingen. Linka Intercity je spojuje  s Curychem, Singenem a Stuttgartem. další trasa vede přes Villingen do Neustadtu ve Schwarzwaldu a do Freiburgu. Bývalá železniční trať Balingen–Rottweil byla částečně demontována.
- Autobusová Pro městskou a příměstskou dopravu slouží 13 linek autobusů. Meziměstské trasy vedou do Balingenu, Oberndorfu am Neckar a Schrambergu.
- Silniční  Automobilová doprava vede do Rottweilu po dálnici Bodenseeautobahn 81 na trase Stuttgart–Singen a po federální dálnici 27 Schaffhausen-Stuttgarte, další B 14 vede přes Tuttlingen do Rottweilu a dále přes Horb am Neckar do Stuttgartu a na B 462 z Rottweilu přes Schwarzwald do Freudenstadtu a Rastattu.
- Letecká  Nejbližší mezinárodní letiště jsou ve Stuttgartu a v Curychu.

## Památky
- Schwarzes Tor (Černá brána) - brána se zvonicí ze 13. století, poznávací znamení města
- Pulverturm (Prašná brána) - brána v městské hradbě ze 14.-15. století
- Věžová kašna - kamenná raně renesanční věž byla v ulici Brückentorstrasse vztyčena roku 1519. Je největší ze tří renesančních kašen v Rottweilu. Její figurální výzdobu vytvořil Hans Burgkmair starší. V nikách kromě tří alegorických postav křesťanských ctností stojí sochy antických hrdinů a bohů: Caesar, král David, Judita s hlavou Holofernovou, Mars, Jupiter, Merkur, Saturn a Apollón.
- Münster sv. Kříže, také Kapellenkirche je římskokatolický kostel, založený již roku 1122, současná stavba je vrcholně gotická trojlodní bazilika s pozdně gotickými síťovými klenbami a věží, vysokou přes 50 metrů; gotická architektura byla obnovena v době novogotiky, vynikající je sochařská výzdoba středovropského význammu [2]u̟ hlavní oltář je novogotický od norimberského sochaře Johanna Konrada Kraussera; kostel náleží do diecéze Rottenburg-Stuttgart.
- Kostel bývalého kláštera dominikánů - od roku 1818 jediný evangelický chrám ve městě; gotická halová stavba má pozdně barokní zařízení z doby kolem roku 1753.
- Dominikanermuseum - regionální historické muzeum v budově bývalého kláštera dominikánů
- Synagoga z roku 1861, vypleněná a vypálená při pogromu v listopadu roku 1938; následně byla nacisty zlikvidovaná i celá zdejší židovská obec.

## Kultura

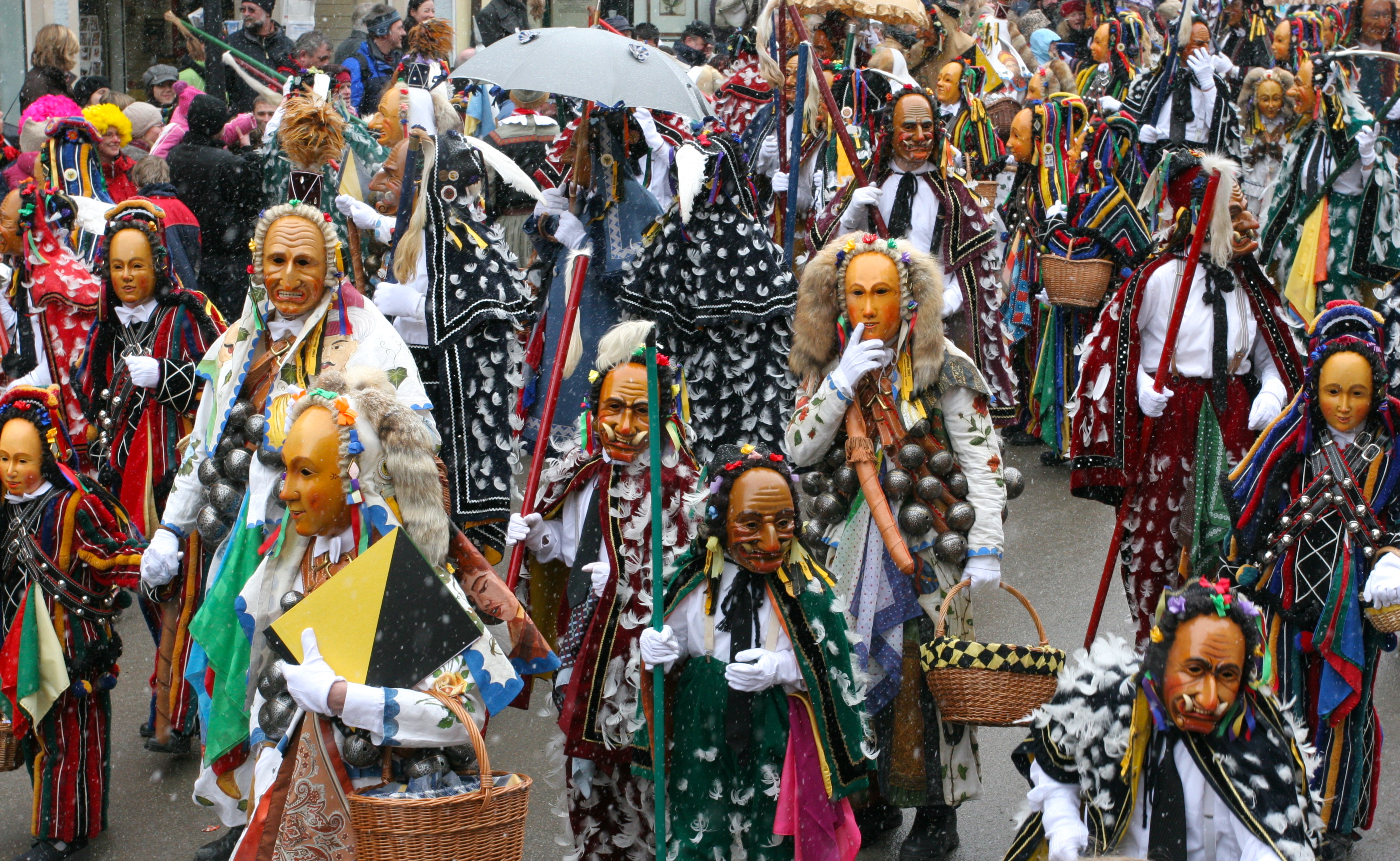
Karneval v roce 2006

Město je známé tradičním karnevalem Fasnet, konaným každoročně na konec masopustu v únoru. Jeho počátky se datují do 16. století. Účastní se ho celé město včetně politiků. Vyznačuje se průvodem masek bláznů (Narrensprung) a kostýmů. Trvá celý týden od prvního nedělního průvodu klaunů, následuje růžové pondělí s historickým průvodem kostýmů  po osmi úderech zvonu ze zvonice  Černé brány, pod kterou se vyřítí více než 3000 účastníků. šašci či blázni (Narren) v barokních kostýmech a maskách defilují před více než 20 000 diváky. Jejich invaze trvá celé dopoledne. Odpoledne je věnováno tradičnímu pouličnímu karnevalu s blázny, kteří své komické příběhy „vyprávějí“ kolemjdoucím podle aktuálné vypravěčské knihy, měly se stát během minulého roku. Po šest večerů karnevalu jsou plné bary i pouliční restaurace. V masopustní čtvrtek šašci nastoupí znovu ráno i odpoledne a město stále vibruje až do půlnoci, kdy karneval skončí.

## Zajímavost
- Z názvu města je odvozeno jméno rasy loveckého psa rottweilera, který byl původně pracovním plemenem zdejších řezníků: tahal řeznické vozíky.

## Osobnosti města
- Konrad Witz (kolem 1400–kolem 1446), malíř
- Silke Knollová (* 1967), atletka-sprinterka
- Joshua Kimmich (* 1995), fotbalista

## Partnerská města
- Bruggy, Švýcarsko, 1913
- Hyères, Francie, 1970
- Imst, Rakousko, 1964
- L'Aquila, Itálie, 1988

## Galerie

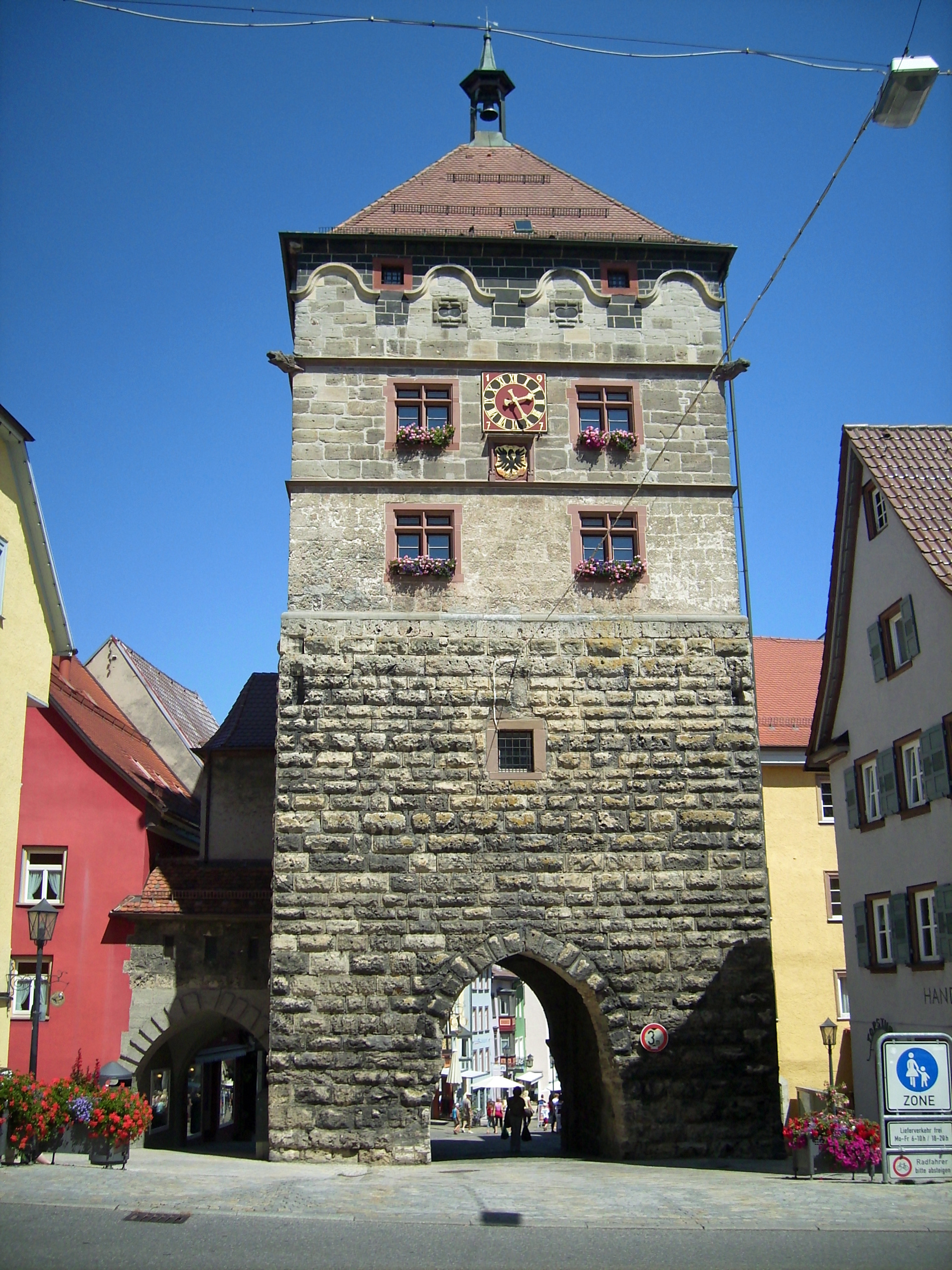
Černá brána
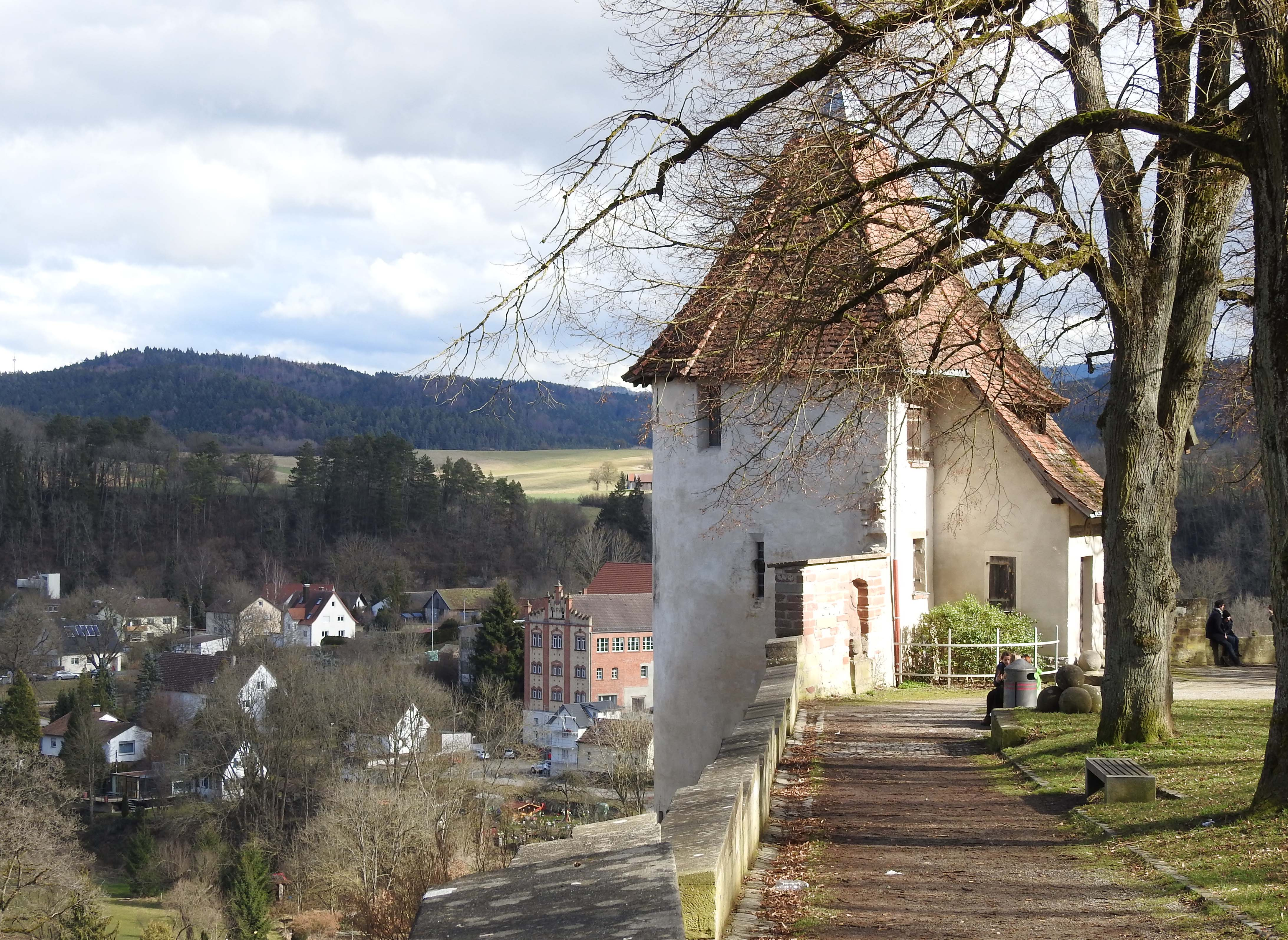
Prašná brána
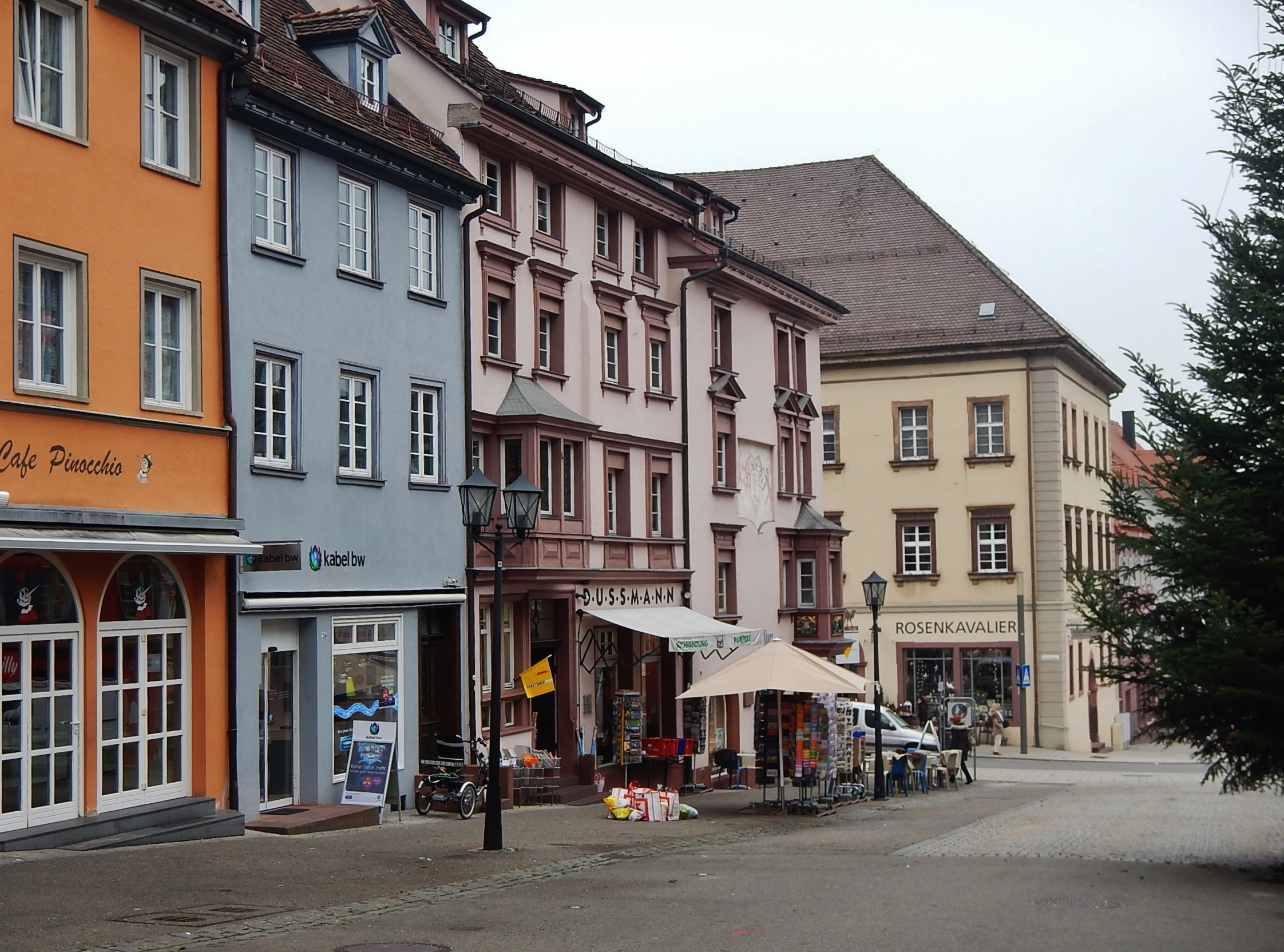
Domy v centru
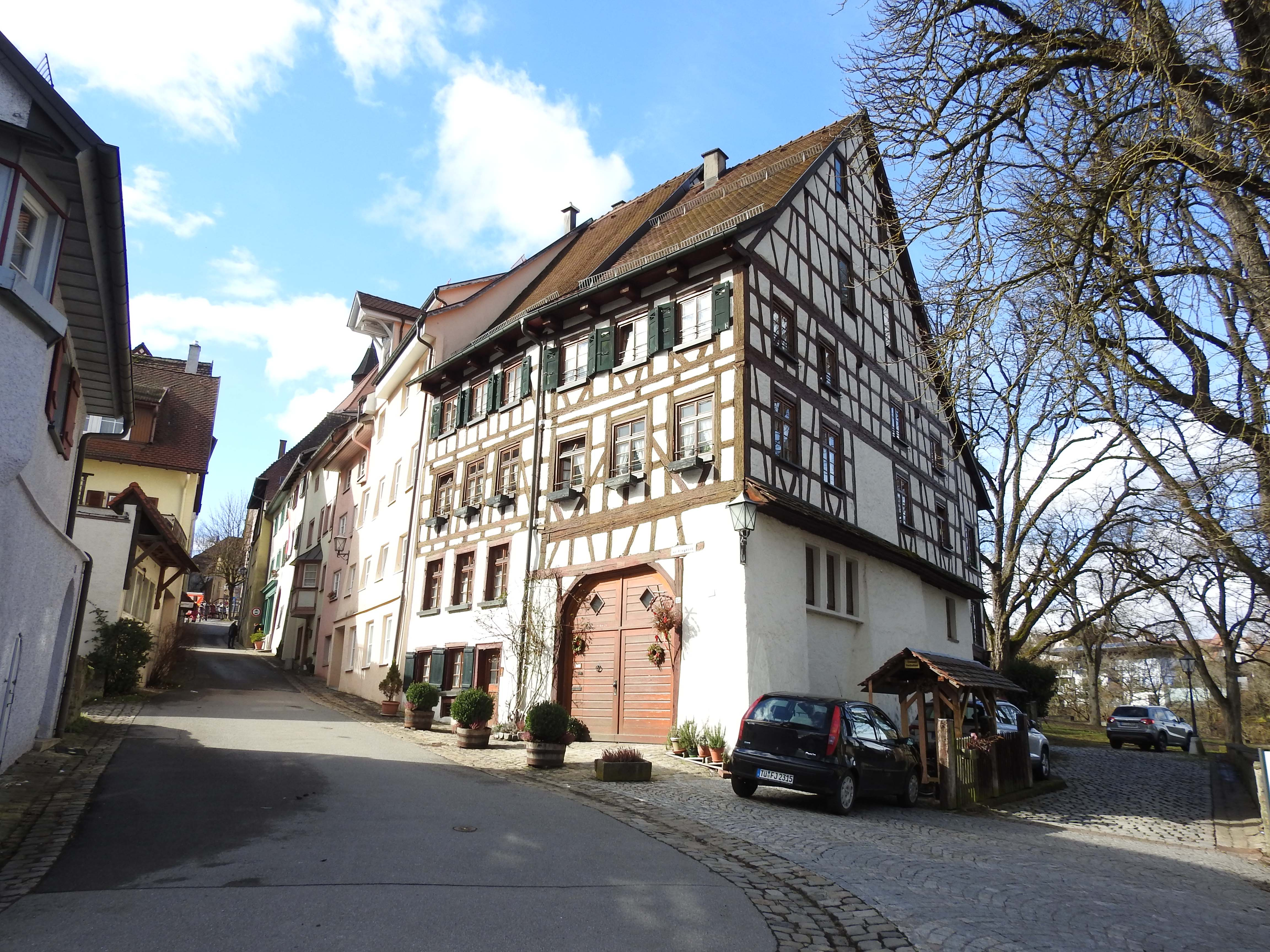
Hrázděný dům v Lorenzgasse
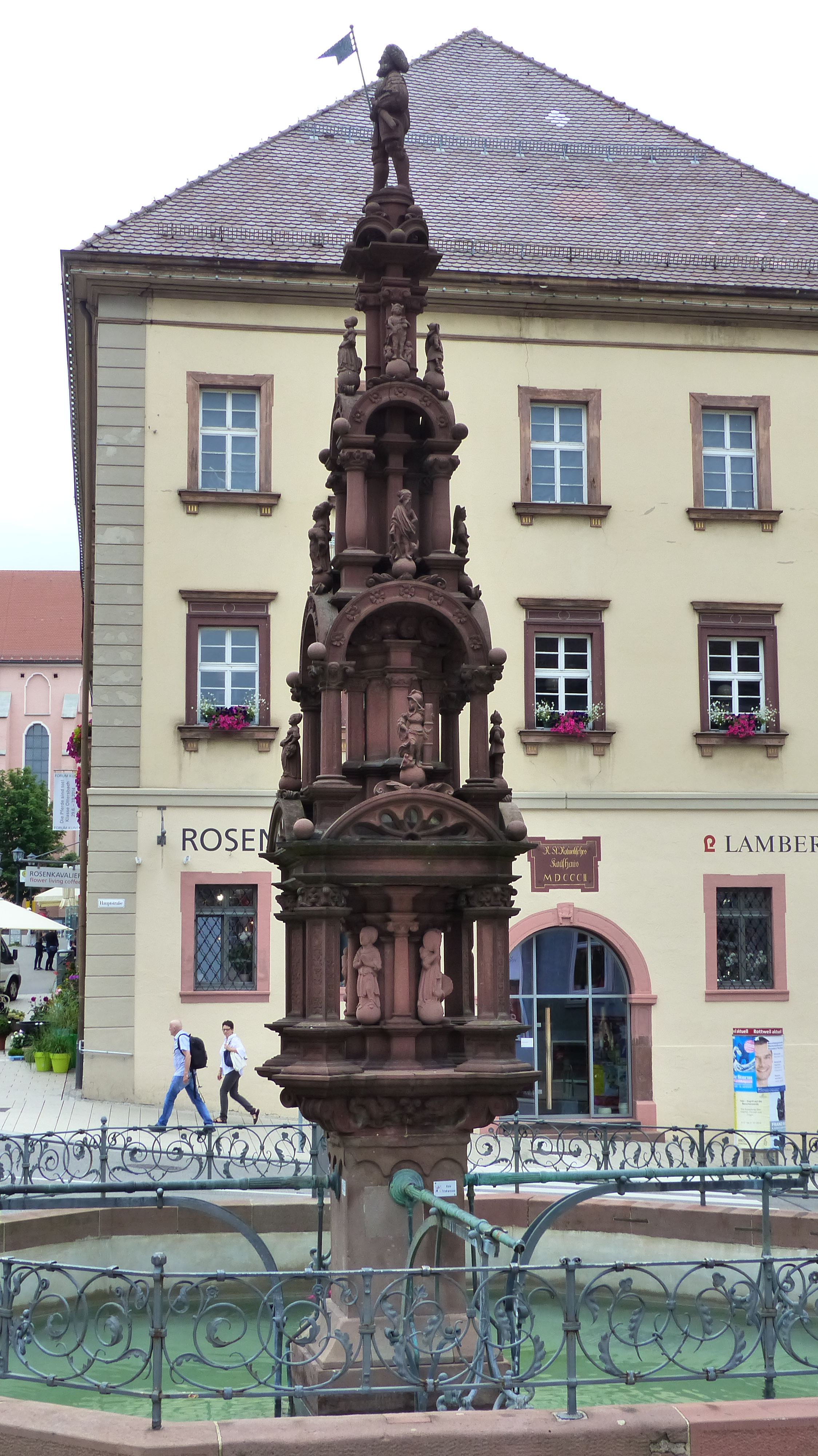
Kašna
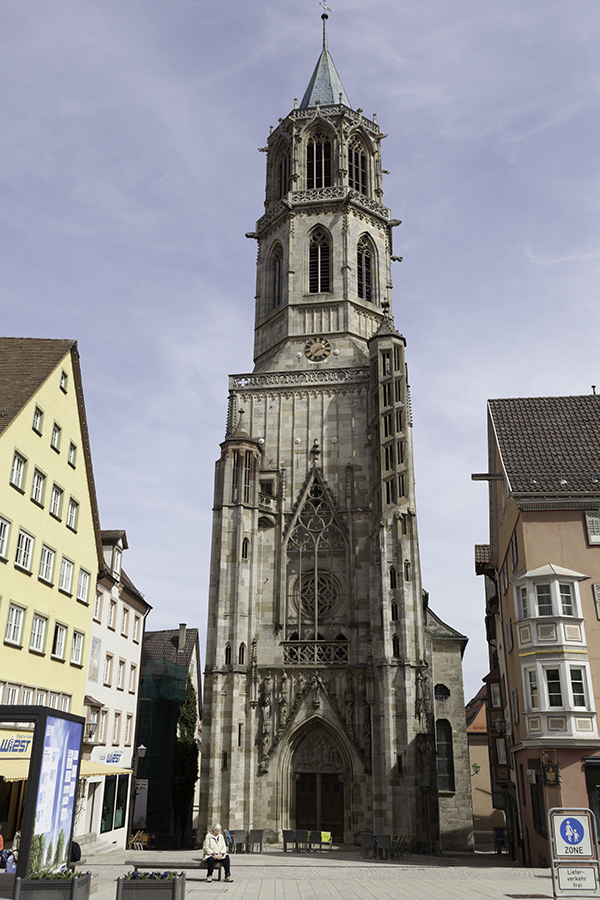
Kapellenkirche/Münster
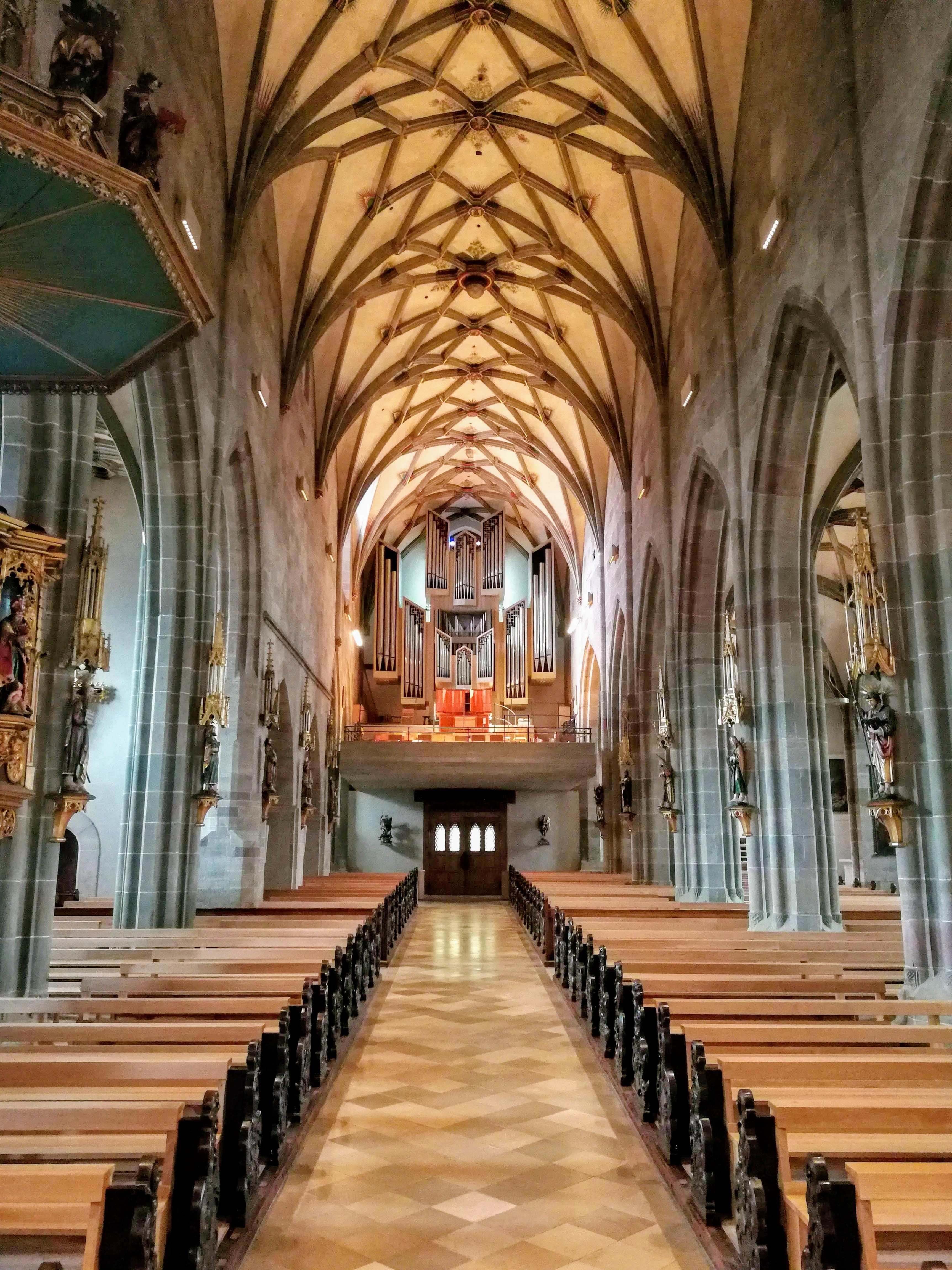
Interiér Münsteru
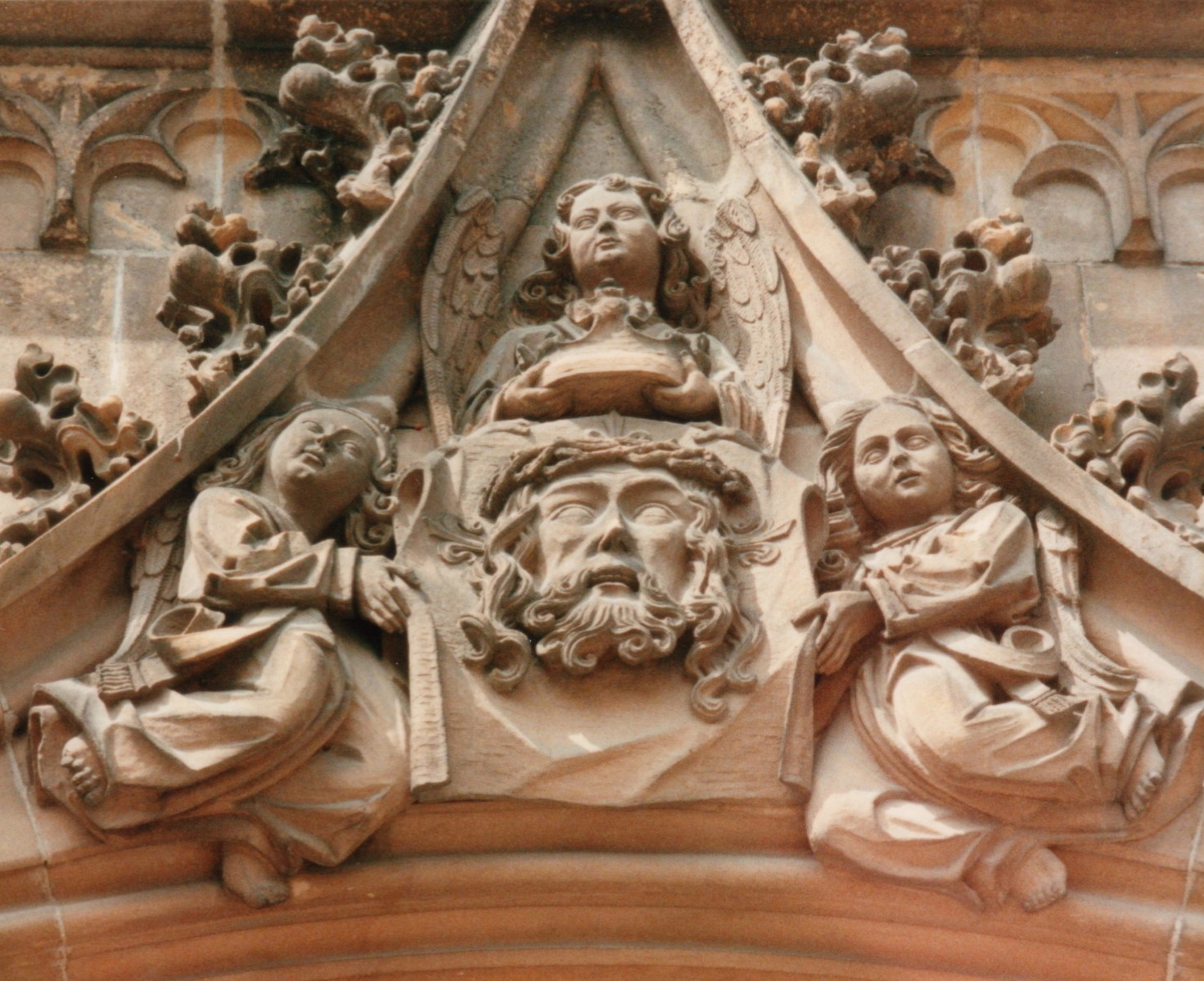
veraikon na portálu münsteru
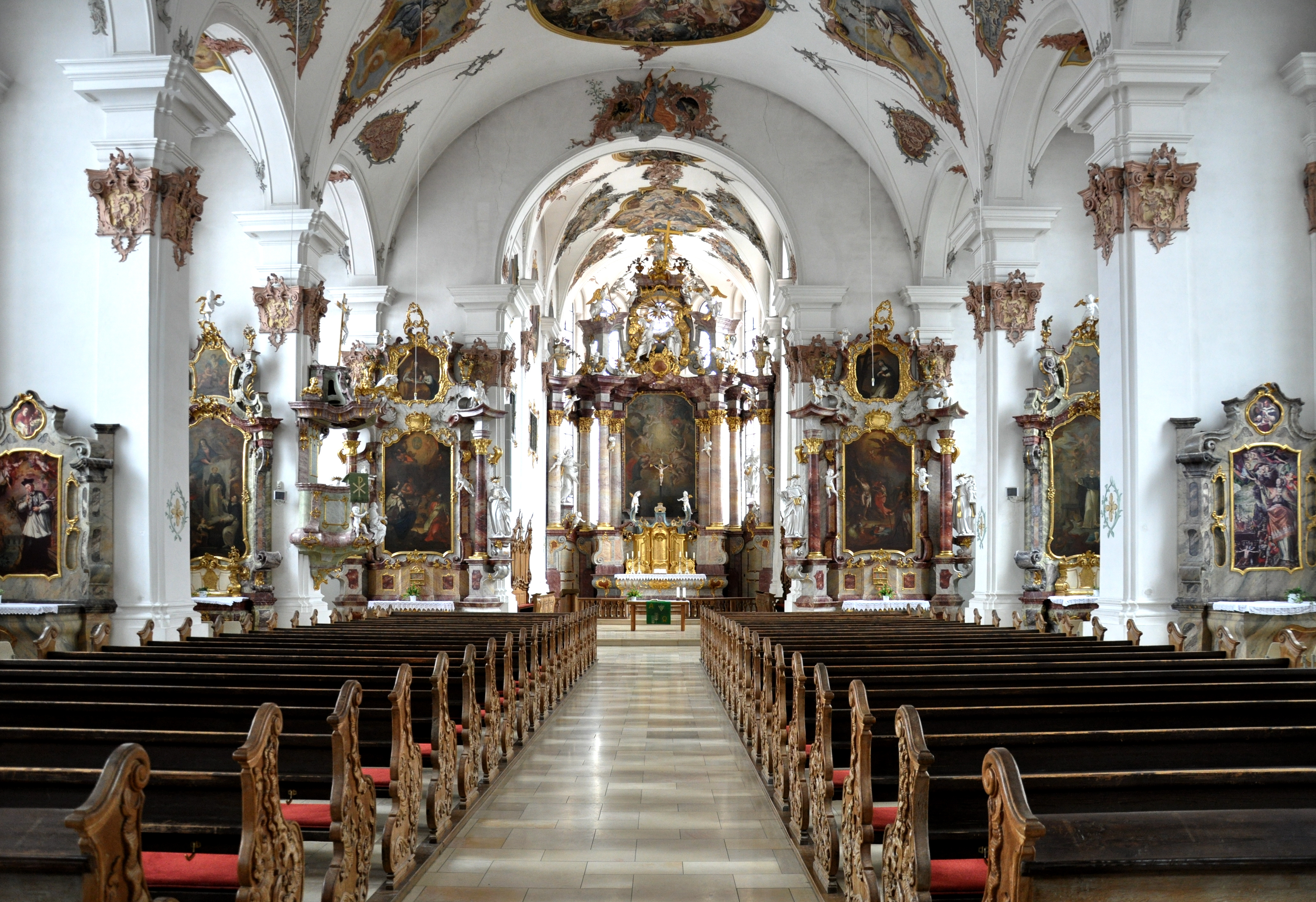
Interiér kostela dominikánů
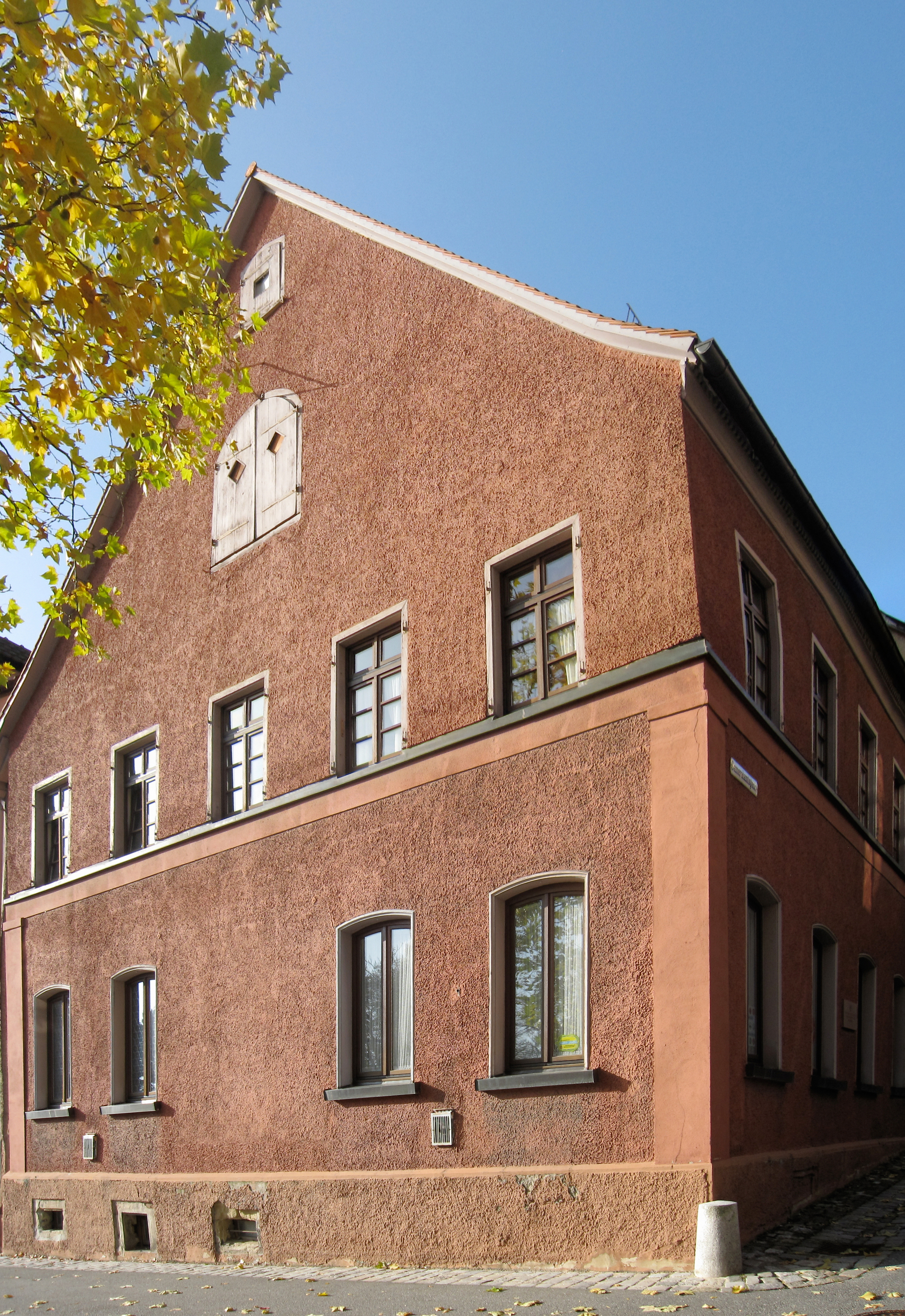
Synagoga